# Kurskaja (villaggio)
Kurskaja (in russo Курская?) è un insediamento rurale (stanica) della Russia europea meridionale, situato nel Territorio di Stavropol'; è il centro amministrativo del distretto Kurskij.
Si trova lungo il fiume Kura (da cui ha preso il nome), 227 km a sud-est di Stavropol'.